# چکاوک سومالی
چکاوک سومالی (نام علمی: Mirafra somalica) نام یک گونه از سرده جل‌ها است.